# Thomas Colman Dibdin
Pour les articles homonymes, voir Dibdin.
Thomas Robert Colman Dibdin (22 octobre 1810 à Bletchworth, Surrey – 26 décembre 1893 à Sydenham (Londres)) est un aquarelliste anglais.

## Biographie
Dibdin commença à travailler dans un bureau de poste. Il devint un artiste à l'âge de 28 ans et voyagea en France, en Allemagne et en Belgique. Il fit également des peintures à Gibraltar et en Inde.

## Publications
- Dibdin's progressive lessons in water-colour painting, Londres, J. Hogarth, 1848

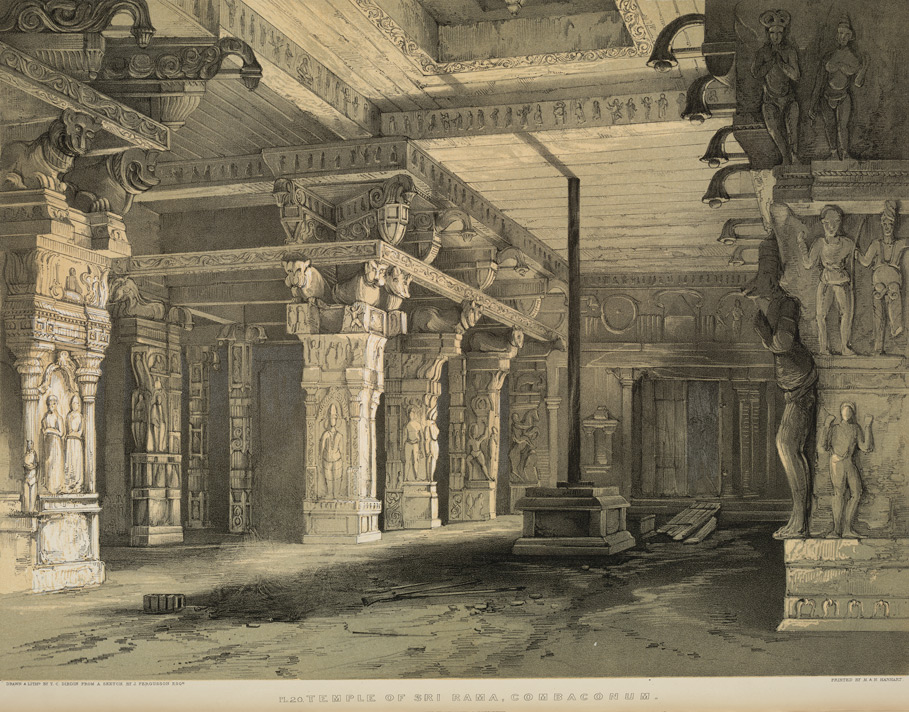
Le temple de Sri Ramamswamy, Kumbakonam, vers 1847 par T.C.Dibdin.